# Contrattacco su Marte
Contrattacco su Marte (Birth of Fire) è un romanzo di fantascienza militare dello scrittore statunitense Jerry Pournelle, pubblicato per la prima volta nel 1976.

## Storia editoriale
Il romanzo è stato pubblicato per la prima volta nel 1976, ristampato nel 2009 nel volume omnibus dal titolo Fires of Freedom, abbinato al romanzo King David's Spaceship anch'esso di Jerry Pournelle.
Il romanzo è stato pubblicato in Italia nel 1982 nella collana Urania.

## Trama
Garrett Pittson fa parte di una gang giovanile di Baltimora; durante uno scontro contro una banda rivale, viene catturato dalla polizia e condannato a vent'anni di carcere. In alternativa alla reclusione, accetta la proposta del suo avvocato di essere deportato in una colonia su Marte dove la sopravvivenza è messa a dura prova dall'ambiente inospitale e dove le retribuzioni sono bassissime. La vita dei coloni si svolge all'interno di strutture ermetiche e parte dei guadagni deve essere versato alle società che provvedono all'erogazione dell'aria respirabile; chi non è in regola con i pagamenti viene abbandonato all'esterno, destinato a morte certa. L'esilio su Marte non prevede ritorno sulla Terra ma Garrett si adatta ben presto alla vita sul pianeta rosso e il suo carattere deciso viene notato da Farr, responsabile dell'inserimento dei nuovi coloni, che gli propone un lavoro in una fattoria agricola, la "Casa del vento". Questo impiego gli permetterà, in breve tempo, di essere indipendente.
Garrett viene affiancato a Wechsung, detto Sarge, un sergente in congedo dall'esercito che gli insegna il lavoro di agricoltore e a mantenere buoni rapporti con le altre fattorie. Durante una visita ad altri insediamenti, Garrett conosce Erica, una giovanissima colona nata su Marte, e se ne innamora. I due programmano di sposarsi non appena Garrett avrà guadagnato abbastanza da potersi permettere una propria fattoria. I coloni mal sopportano le ingerenze della Terra nei loro affari e le altissime tasse che sono costretti a pagare alle multinazionali che governano le colonie. Sarge confessa a Garret che un movimento di resistenza si sta organizzando e che Farr è a capo del progetto. Ben presto la Casa del vento viene attaccata da soldati terrestri, e la situazione precipita, costringendo la resistenza a impugnare le armi contro le multinazionali e i soldati terrestri. Garrett assume un ruolo importante nel movimento di secessione che mette in atto un progetto di terraformazione di Marte mediante l'utilizzo di armi nucleari contro i maggiori vulcani del pianeta, programma osteggiato dalla Terra. Grazie alla maggiore conoscenza del pianeta da parte dei coloni, la rivoluzione ha successo, la terraformazione ha inizio e le multinazionali devono venire a patti con gli insorti. Garrett e Erica possono finalmente sposarsi.

## Edizioni
- (EN) Jerry Pournelle, Birth of Fire, Laser Books, n. 23, 1ª ed., Toronto, Laser Books, 1976, ISBN 978-0-373-72023-1.
- (DE) Jerry Pournelle, Mars, ich hasse dich!, traduzione di Marcel Bieger, Bastei Lübbe Science Fiction Action, n. 21124, Colonia, Bastei Lübbe, 1980, ISBN 978-3-404-01460-6.
- Jerry Pournelle, Contrattacco su Marte, traduzione di Marco e Dida Paggi, Urania, n. 914, Milano, Mondadori, 1982.
- (EN) Jerry Pournelle, Birth of Fire, in Fires of Freedom, New York, Baen Books, 2009, ISBN 978-1-4391-3374-3.